# Stowarzyszenie Łabędzich Braci
Stowarzyszenie Łabędzich Braci (także: Bractwo Matki Boskiej, nid. Illustre Lieve Vrouwe Broederschap) – najstarsze, nadal działające, stowarzyszenie w Holandii. Siedziba znajduje się w ’s-Hertogenbosch (Brabancja Północna) przy Hinthamerstraat 74, w tzw. Zwanenbroedershuis.
Związek powstał w 1318 w celach religijnych. Członkami byli m.in. Wilhelm I Orański i Hieronim Bosch. Nazwa stowarzyszenia wzięła się od menu spożywanych posiłków. Około jedenaście razy w roku członkowie spotykali się na uczcie – wspólnym obiedzie. Raz w roku podawany był łabędź, jako wyjątkowa atrakcja kulinarna. Do 1546 łabędzie te w podarunku przekazywał hrabia van Buren.